# Viktorium
Viktorium Eskov, 1988 è un genere di ragni appartenente alla famiglia Linyphiidae.

## Distribuzione
L'unica specie oggi nota di questo genere è stata rinvenuta in Russia, nella regione siberiana.

## Tassonomia
Dal 1988 non sono stati esaminati altri esemplari di questo genere.
A giugno 2012, si compone di una specie:
- Viktorium putoranicum Eskov, 1988[3] — Russia